# Laphria triligata
Laphria triligata là một loài ruồi trong họ Asilidae. Laphria triligata được Walker miêu tả năm 1861. Loài này phân bố ở vùng Tân nhiệt đới.